# Vénissieux
Vénissieux es una ciudad y comuna francesa de la Metrópoli de Lyon en la región de Auvernia-Ródano-Alpes. Pertenece a la aglomeración urbana de Lyon.

## Geografía
Está ubicada directamente al sureste de Lyon.

## Demografía
| 2 118 | 1 967 | 1 958 | 2 370 | 3 078 | 3 021 | 3 176 | 3 338 | 3 681 | 3 820 | 4 411 | 4 750 | 5 224 | 5 355 | 5 884 | 3 502 | 3 394 | 3 867 | 4 417 | 4 939 | 8 050 | 11 506 | 16 157 | 16 337 | 15 283 | 20 374 | 29 040 | 47 613 | 74 347 | 64 804 | 60 444 | 56 061 | 56 935 | 61 636 | 63 102 | 67 285 |
| Para los censos de 1962 a 1999 la población legal corresponde a la población sin duplicidades (Fuente: INSEE [Consultar]) |       |       |       |       |       |       |       |       |       |       |       |       |       |       |       |       |       |       |       |       |        |        |        |        |        |        |        |        |        |        |        |        |        |        |        |